# Zehdenick
Zehdenick es un municipio situado en el distrito de Alto Havel, en el estado federado de Brandeburgo (Alemania), a una altitud de 50 metros. Su población a finales de 2016 era de 13 000 habs. y su densidad poblacional, 60 hab/km².